# هندرسون شامبرز
هندرسون شامبرز (بالإنجليزية: Henderson Chambers)‏ هو عازف جاز أمريكي، ولد في 1 مايو 1908، وتوفي في 19 أكتوبر 1967 في نيويورك في الولايات المتحدة.

## وصلات خارجية
- هندرسون شامبرز على موقع ميوزك برينز (الإنجليزية)
- هندرسون شامبرز على موقع أول ميوزيك (الإنجليزية)
- هندرسون شامبرز على موقع ديسكوغز (الإنجليزية)